# Ophiopaepale
Ophiopaepale is een geslacht van slangsterren uit de familie Ophiodermatidae.

## Soorten
- Ophiopaepale diplax (Nielsen, 1932)
- Ophiopaepale goesiana Ljungman, 1872